# Saint-Léger, Alpes-Maritimes
Saint-Léger là một xã ở tỉnh Alpes-Maritimes, vùng Provence-Alpes-Côte d'Azur ở đông nam nước Pháp.